# Everett Shinn
Everett Shinn (6 de noviembre de 1876, Woodstown, New Jersey - 1 de mayo de 1953, Nueva York) Artista estadounidense de realismo Americano, forma parte del grupo Escuela Ashcan conocida también como «Los realistas de Nueva York» (The New York realists) o «Los ocho» (The Eight). Fue el miembro más joven del grupo de pintores modernistas que exploró la representación de la vida real. Su temática se centra en escenas callejeras y en interiores especialmente dedicados al mundo de los cabarés y teatros, y de varios aspectos del lujo y la vida moderna, inspirada en su casa en Nueva York, con una técnica luminosa y componentes derivados del posimpresionismo, como se aprecia en El London Hippodrome, de 1902. Se especializa en una pintura de encargo y esencialmente decorativa.

## Biografía
Shinn nació en Woodstown, Nueva Jersey, una gran comunidad Quaker. Sus padres, Isiah Conklin Shinn y Josefina Ransley Shinn fueron los campesinos. Tuvo dos hermanos: Warren, que era mayor, y Harold, que era más joven. Shinn fue nombrado por el autor Edward Everett Hale, de quien su padre era un fanático. En 1898, Shinn se casó con Florencia Scovel, conocida como «Flossie», otra artista de Nueva Jersey. En 1912, él y Flossie se divorciaron. Luego se casó con Corinne Baldwin en 1913 y tuvieron dos hijos, Javier y David. En 1933, Shinn se había divorciado de dos mujeres más y fue objeto de muchos rumores de los tabloides. Sufrió muchas pérdidas durante la Gran Depresión y se venden muy pocas pinturas durante ese tiempo. Entre 1910 y 1937, Shinn solo tenían una exposición de pinturas en Knoedler en 1920. Entre 1937, Shinn recibido varios premios elogiando sus obras innovadoras y participó en varias exposiciones. Murió de cáncer de pulmón en 1953.